# Carl Magnus Nesser
Carl Magnus Nesser, född 1971, är en svensk diplomat som är ambassadör i Schweiz sedan 2023. Nesser var tidigare rättschef på Utrikesdepartementet.
Nesser har bland annat tjänstgjort vid Sveriges FN-representation i New York och vid OSSE-delegationen i Wien. Han var Sveriges ambassadör i Irak från juli 2010 till hösten 2012, och därefter en tid samordnare vid biståndsministerns kansli. I april 2013 tillträdde han posten som ambassadör i Israel. Under åren i Israel fick han hantera Israels reaktioner på olika uttalanden som bland andra Margot Wallström gjort, vilka israeliska utrikesdepartementet bland annat tolkat som stöd för terror och därmed våld.